# Лев Сгур
Лев Сгур (греч. Λέων Σγουρός; ум. 1208, Коринф) — византийский крупный феодал и военачальник. Независимый правитель северо-восточного Пелопоннеса с 1201 года.

## Биография
Ещё до 1200 года унаследовал от своего отца, Феодора Сгура, должность архонта города Нафплион на Пелопоннесе.
В 1201 году Лев Сгур восстаёт против власти императора Византии Алексея III и провозглашает себя независимым правителем. В планах Сгура было создание отдельного княжества в Средней и Южной Греции, его главными противниками при этом были ориентировавшиеся на Константинополь представители православного духовенства. С целью полностью подчинить себе Нафплион, Сгур заключил в тюрьму городского епископа. Затем он захватил Аргос и Коринф. Епископа Коринфа Сгур захватывает будучи в гостях, во время праздничного обеда, приказывает ослепить и заточить в крепости Акрокоринф. После этого он нападает на Афины и разоряет городские предместья. Афинский епископ Михаил Хониат с отрядом афинян укрывается на Акрополе, который Сгуру взять не удаётся. В 1202 году Афины были полностью окружены, город оказывается отрезанным от моря и соответственно — от связи с Константинополем. Продолжая осаду Афин, Сгур предпринимает успешный поход на Фивы. К 1203 году княжество, созданное Львом Сгуром, охватывало Аттику, Беотию и Коринф.
Летом 1203 года политическая ситуация в Византии резко изменилась. У стен Константинополя высадилось войско крестоносцев, осуществлявших Четвёртый крестовый поход. В апреле 1204 года крестоносцы взяли штурмом столицу Византии и основали Латинскую империю. Положение Сгура в Греции осложнилось, так как войска крестоносцев были значительно сильнее противостоявших ему прежде византийских. В конце 1204 года Лев Сгур встретился в крепости города Лариса с бежавшим императором Алексеем III, на дочери которого Евдокии женился и принял титул деспота. Следуя историческому примеру спартанского царя Леонида I, Сгур рассчитывал остановить продвижение латинян под предводительством Бонифация I Монферратского в Фермопильском проходе. Однако местное население не поддержало военные приготовления Сгура, отличавшегося прежде особой жестокостью и дикими выходками. Так, одного из заложников, выданного Сгуру афинским епископом мальчика Сгур приказал кастрировать и сделал своим виночерпием. Когда же подросток случайно разбил чашу с вином, пришедший в ярость Сгур пробил ему череп железной палкой.
При подходе крестоносных отрядов Лев Сгур с небольшим отрядом укрылся в коринфском замке Акрокоринф. К лету 1205 года латиняне без боя подчинили своей власти Аттику и Беотию. Эти области были отданы Бонифацием Монтферратским своему приближённому Отто де ла Рошу. В то время как Бонифаций выступил против Нафплиона, осаду Акрокоринфа он предоставил Жаку II д’Авену. В течение нескольких лет Сгур успешно оборонял крепость, однако после того, как разрушилась надежда на заключение союза с правителем Эпира Михаилом I Комнином Дукой, Лев Сгур стал постепенно терять самообладание. Осенью 1208 года он, сидя верхом на своём коне, бросился вниз со скал Акрокоринфа. Сопротивление было продолжено неким Феодором, но в конце концов крепость была взята латинянам в 1210 году, а Нафплион — в 1210—1211 годах.